# 爱在三部曲
《爱在三部曲》（英語：The Before Trilogy），是李察·林克雷特創作的三部曲系列影片，分別是1995年的《情留半天》、2003年的《日落巴黎》及2013年的《愛在午夜希臘時》。這些電影都由他擔任導演，第一部電影由他和金·克里桑共同編劇，後兩部則由他、伊森·霍克與茱莉·蝶兒共同編劇，後兩位也參與三部曲的演出。
這三部電影分別由哥倫比亞電影公司、華納獨立影片公司和索尼經典電影公司發行，而三部影片均由城堡石娛樂公司製作；《午夜之前》也由 Venture Forth 和林克雷特的製作公司 Detour Filmproduction 參與製作。 這些電影以九年為間隔設定和拍攝，記錄了傑西（霍克飾演）和席琳（蝶兒飾演）之間三個時期的浪漫關係；這些角色還在林克雷特的動畫選集電影《夢醒人生》（2001年）中客串亮相。
此三部曲的中文名稱源自於三部電影的台灣譯名均以「愛在」開頭。